# Urðr
Urðr (dal norreno "fato") è una norna della mitologia norrena e vive tra le radici dell'Yggdrasil.
Assieme a Verðandi ("divenire", "presente") e Skuld ("debito" o "futuro"), Urðr decide il destino degli uomini.
Urðr viene citata nel Vǫluspá 20 e nel Gylfaginning.

## Urðr nella Cultura Moderna
- Nel cartone animato The Real Ghostbusters, puntata 3 della seconda stagione, Urðr è un personaggio che con le note di uno speciale flauto, provoca la fine del mondo.
- Questo mito è anche citato nella famosa serie televisiva Mahabharata Du!.
- Nel videogioco God of War Ragnarök Urðr appare insieme alle altre norne illustrando il futuro ai protagonisti